# Фитили (Вибо Валенција)
Фитили је насеље у Италији у округу Вибо Валенција, региону Калабрија.
Према процени из 2011. у насељу је живело 119 становника. Насеље се налази на надморској висини од 257 м.